# 신좡역 (지하철)

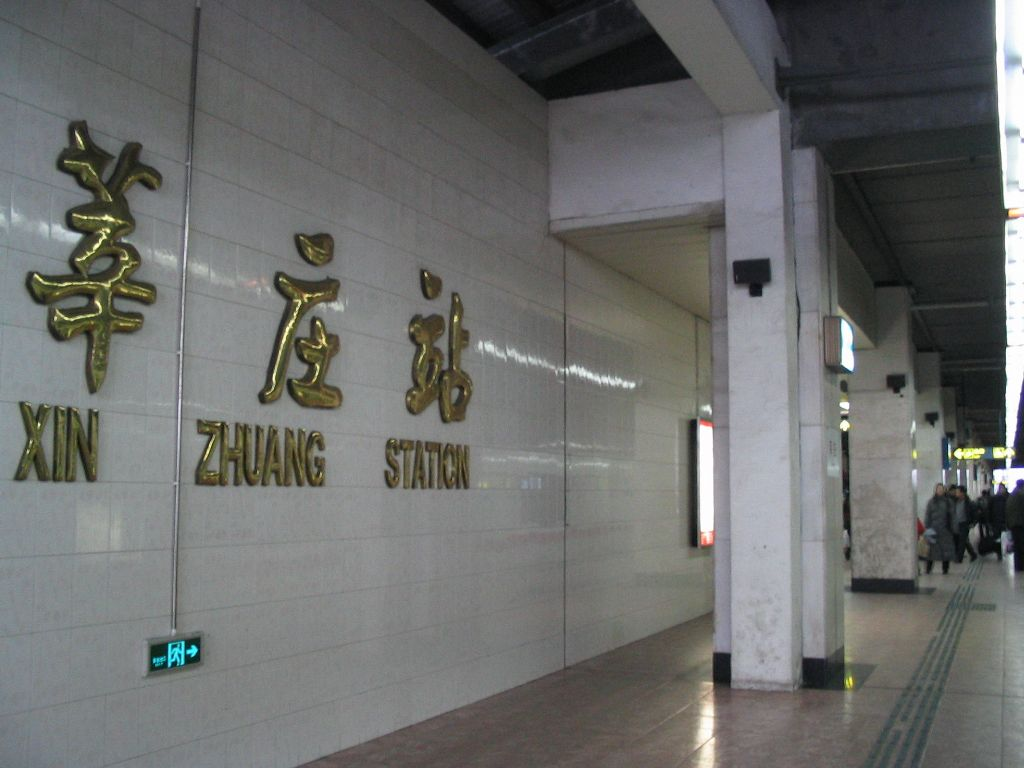
신좡 역

신좡역(莘庄站)은 상하이 민항 구 신좡 진에 있는 지하철 역이다. 1호선과 5호선이 지나간다. 첫차는 5:30분에서 막차는 22시 20분까지 운행한다.

## 전후역
- 상하이 지하철 1호선
  - 신좡(莘庄) - 와이환루(外环路)
- 상하이 지하철 5호선
  - 신좡(莘庄) - 춘센루(春申路)

## 연혁
- 1996년 12월 28일 1호선 개통
- 2003년 11월 25일 5호선 개통